# Denys Raboula Antoine Beylouni
Denys Raboula Antoine Beylouni (* 8. August 1930 in Chayah, Syrien) ist emeritierter Kurienerzbischof im Syrisch-katholischen Patriarchat von Antiochia.

## Leben
Denys Raboula Antoine Beylouni empfing am 17. Oktober 1954 das Sakrament der Priesterweihe für das syrisch-katholische Patriarchat von Antiochia.
Am 12. Juli 1983 ernannte ihn Papst Johannes Paul II. zum Titularbischof von Mardin dei Siri und bestellte ihn zum Weihbischof im Syrisch-katholischen Patriarchat von Antiochia. Der syrisch-katholische Patriarch von Antiochia, Ignatius Antoine II. Hayek, spendete ihm am 18. Dezember desselben Jahres die Bischofsweihe; Mitkonsekratoren waren der Erzbischof der syrisch-katholischen Erzeparchie Damaskus, Eustathe Joseph Mounayer, und der Weihbischof im Syrisch-katholischen Patriarchat von Antiochia, Grégoire Ephrem Jarjour. Am 1. Juni 1991 wurde Denys Raboula Antoine Beylouni zum Erzbischof der syrisch-katholischen Erzeparchie Aleppo ernannt. 
Beylouni trat am 16. September 2000 als Erzbischof der Erzeparchie Aleppo zurück. Zudem wurde er zum Titularerzbischof von Mardin dei Siri ernannt und zum Kurienerzbischof im Syrisch-katholischen Patriarchat von Antiochia bestellt. Am 1. März 2011 trat Denys Raboula Antoine Beylouni als Kurienerzbischof im Syrisch-katholischen Patriarchat von Antiochia zurück. 